# Саут Бостон (Вирџинија)
Саут Бостон (енгл. South Boston) град је у америчкој савезној држави Вирџинија. По попису становништва из 2010. у њему је живело 8.142 становника.

## Демографија
Према попису становништва из 2010. у граду је живело 8.142 становника, што је 349 (4,1%) становника мање него 2000. године.
| Група             | 2000.         | 2010.         |
| Белци             | 4.242 (50,0%) | 3.712 (45,6%) |
| Афроамериканци    | 4.012 (47,3%) | 4.087 (50,2%) |
| Азијати           | 41 (0,5%)     | 45 (0,6%)     |
| Хиспаноамериканци | 123 (1,4%)    | 185 (2,3%)    |
| Укупно            | 8.491         | 8.142         |